# Bithýnie

Římská říše kolem roku 125, červeně zvýrazněna Bithýnie

Bithýnie byla ve starověku královstvím a římskou provincií, rozkládající se na severovýchodě Malé Asie (v dnešním Turecku) při březích Propontidy (Marmarského moře), thráckého Bosporu a Pontu Euxinu (Černého moře).

## Geografie
Podle Strabóna ohraničovala Bithýnii na východě řeka Sangarios (dnešní Sakarya), avšak podle všeobecně přijímaného názoru se rozprostírala dále až k řece Parthenios, která ji oddělovala od Paflagonie. Na západě a jihozápadě tvořila hranici mezi Bithýnií a Mýsií řeka Rhyndakos, zatímco na jihu sousedila s Frýgií a Galatií. Východu a jihu Bithýnie dominují vysoká a hustě zalesněná pohoří, prudce klesající do hlubokých a úrodných údolí s několika rozlehlými jezery. Nejvyšším horským masívem je tzv. „mýský Olympus“ (dnešní Uludağ, dosahující nadmořské výšky kolem 2500 metrů), který se vypíná přímo nad městem Prusa (Bursa) a při jasné viditelnosti je vidět z více než 100 kilometrů vzdáleného Istanbulu. Jeho vrchol je po větší část roku pokryt sněhem. Na jihovýchodě se v délce téměř 200 kilometrů táhne mohutné horské pásmo, které společně s dalšími pohořími vymezuje centrální anatolskou plošinu ve středním Turecku. K nejdůležitějším městům náležela Níkomédie (nyní Izmit) na pobřeží a vnitrozemská Níkaia (Iznik), které spolu vzájemně soupeřily o postavení hlavního města Bithýnie. Obě byla založena až v době helénismu, ovšem již o pár století dříve vybudovali Řekové na rovinatém pobřeží Propontidy četné kolonie jako například Kios (Gemlik) či Chalkedon v ústí Bosporu naproti Byzantiu. Na břehu Černého moře to pak byla pontská Hérakleia vzdálená asi 150 kilometrů východně od Bosporu. Všechna tato města se rozvinula v kvetoucí obchodní centra.

## Historie
Podle antických autorů (Hérodotos, Xenofón, Strabón) byli Bithýnové jedním z uprchlých thráckých kmenů. Kromě Bithýnů je rovněž doložena existence jiného thráckého kmene – Thýnů. Oba tyto kmeny se patrně ve stejně době usadily v oblasti Malé Asie, přináležející k Thrákii. Podle Hérodotova podání žili Thýnové a Bithýnové vedle sebe, avšak druzí jmenovaní se nakonec zřejmě stali dominantní a jejich jméno dalo této zemi název. V 6. století př. n. l. připojil král Kroisos Bithýnii k lýdské říši. Po jeho porážce Peršany vedenými Kýrem Velikým v roce 546 př. n. l. se Bithýnie stala součástí satrapie Frýgie, ale již někdy kolem roku 430 př. n. l. se vymkla kontrole perských satrapů.
Nezávislost Bithýnie přetrvala i v době Alexandrova tažení proti Persii. Teprve Antigonos Jednooký zastavil expanzi místního domorodého vládce jménem Zipoetes, namířenou proti pobřežním řeckým poleis. Zipoetes dokonce Antigonovi poskytl rukojmí a zdá se, že vystupoval jako spojenec tohoto diadocha. Po Antigonově smrti musel Zipoetes čelit útokům Lýsimacha. Poté, co dosáhl na podzim roku 297 př. n. l. nad Lýsimachem vítězství, přijal Zipoetes královský titul. Nedlouho po bitvě u Kúrúpedia v roce 281 př. n. l. Zipoetes zemřel. Jeho syn a nástupce Níkomédés I. pokračoval v politice svého otce a obratným využíváním rozporů mezi sousedními helénistickými říšemi dosáhl územního rozšíření svého království. Sváděl úspěšné boje se seleukovským králem Antiochem I. Sótérem. V roce 277 př. n. l. si na pomoc proti svému bratrovi povolal z Evropy barbarské Galaty, s nimiž později vydobyl na seleukovské říši severovýchodní část Frýgie. V roce 264 př. n. l. založil nové hlavní město Níkomédii. Rozmach prosperity země pokračoval i za vlády jeho nástupců Prúsia I. (za jeho panování se do Bithýnie uchýlil Hannibal, který zde ukončil svůj život požitím jedu), Prúsia II. a Níkoméda II. Bithýnie zaujímala význačné místo mezi malými královstvími Malé Asie, avšak poslední bithýnský král Níkomédés IV. nebyl schopen zabránit ambicióznímu pontskému králi Mithridatovi VI. v ovládnutí země. Pouze s pomocí Římanů mohl být opět nastolen na trůn. Před svou smrtí v roce 74 př. n. l. odkázal svou říši římské republice. Římský senát prohlásil ihned poté Bithýnii provincií, což přimělo Mithridata k obnovení války s Římany. Po definitivní porážce pontského krále byla Bithýnie spojena s Pontem v jednu provincii, jejímž hlavním městem zůstala Níkomédie.
Od roku 27 př. n. l. až do vlády Marca Aurelia náležela Bithýnie k senátorským provinciím. Jako správce zde v letech 103–105 působil známý spisovatel Plinius mladší. Korespondence mezi Pliniem a císařem Traianem poskytuje velmi cenný zdroj informací o fungování římské provinciální správy a o Bithýnii samotné. Mimořádnou proslulost získal obzvláště dopis, v němž Plinius popisuje, jak se Bithýnií šíří křesťanství: „Nejen města, nýbrž také vesnice a celá zem jsou zasaženy morem této zhoubné pověry.“ V roce 295 za vlády Diocletiana byly z Bithýnie vyčleněny dvě nové provincie: Paflagonia a Diospontus (později přejmenovaná na Hellenospontus). Diocletianus si navíc zvolil Nikomédii za své rezidenční sídlo, neboť ležela na strategicky důležitém místě na půli cesty mezi severní hranicí říše na Dunaji a východní na Eufratu. Za Konstantina Velikého se v Níkaii konal ekumenický koncil, během něhož bylo zformulováno tzv. nicejské vyznání víry. Někdy v době panování Theodosia I. byla Bithýnie opět rozdělena, čímž vznikla další provincie nazývaná Honorias.
Pevnou součástí římské resp. byzantské říše zůstala Bithýnie až do 11. století. V letech 1074–1097 tuto zemi ovládali Seldžukové vypuzení Byzantinci s pomocí západních křesťanů v průběhu první křížové výpravy. Po dobu existence latinského císařství v Konstantinopoli (1204–1261) byla Níkaia sídlem byzantských císařů. V roce 1298 vpadl do Bithýnie Osman I. a v roce 1326 se Turky dobytá Prusa (od té doby nazývaná Bursa) stala hlavním městem osmanské říše. Zbytky byzantské vlády a tím i křesťanského osídlení se zhroutily během několika následujících desetiletí.

## Králové Bithýnie
- 378 – 328 Bas
- 328 – 279 Zipoetes
- 279 – 255 Níkomédés I.
- 255 – 228 Ziaelas
- 228 – 185 Prúsiás I.
- 185 – 149 Prúsiás II.
- 149 – 128 Níkomédés II.
- 128 – 94 Níkomédés III.
- 94 – 75 Níkomédés IV.